# Pseudocyclops minya
Pseudocyclops minya is een eenoogkreeftjessoort uit de familie van de Pseudocyclopidae. De wetenschappelijke naam van de soort is voor het eerst geldig gepubliceerd in 1989 door Othman & Greenwood.